# Udo Schenk
Udo Schenk (Wittenberge, 11 aprile 1953) è un attore, doppiatore e conduttore radiofonico tedesco.

## Biografia
Ha completato la sua formazione da attore presso il Theaterhochschule Leipzig dal 1971 al 1975. 
Ha debuttato come attore teatrale in un adattamento della fiaba Märchen vom Soldaten und der Schlan preso il Theater Chemnitz. 
Dal 1975 al 1985 ha recitato presso il Maxim Gorki Theater.
Nel 2007 è diventato noto per aver interpretato il Dr. Rolf Kaminski nella serie televisiva In aller Freundschaft. 
Dal 1985 è doppiatore per adattamenti tedeschi di film esteri.

### Vita privata
È stato sposato con l'attrice Cornelia Lippert dal 1977 al 1979, la coppia ha avuto una figlia. È attualmente sposato con l'attrice Marina Krogull con la quale ha avuto un'ultra figlia.

## Filmografia

### Cinema
- Addio, piccola mia - regia di Lothar Warneke (1979)
- Für Mord kein Beweis - regia di Konrad Petzold (1979)
- Dach überm Kopf - regia di Ulrich Thein (1980)
- Miraculi - regia di Ulrich Weiß (1992)
- Rosenemil - regia di Radu Gabrea (1993)
- Stauffenberg - Attentato a Hitler (Stauffenberg)- regia di Jo Baier (2005)
- Schnauze voll - regia di Peeter Simm (2005)
- Mondkalb - regia di Sylke Enders (2007)
- Lauf um dein Leben – vom Junkie zum Ironman - regia di Adnan G. Köse (2008)
- Vento di primavera (La rafle) - regia di Rose Bosch (2010)
- Kleine Morde - regia di Adnan G. Köse (2012)
- Gefällt mir - regia di Michael David Pate (2014)
- Quatsch und die Nasenbärbande - regia di Veit Helmer (2014)
- Elser - 13 minuti che non cambiarono la storia (Elser – Er hätte die Welt verändert) - regia di Oliver Hirschbiegel (2015)

### Televisione
- Frauen sind Männersache - serie TV (1976)
- Aber Doktor - regia di Oldřich Lipský - film TV (1980)
- Der Staatsanwalt hat das Wort: Risiko - serie TV (1980-1990)
- Suturp – Eine Liebesgeschichte - regia di Gerd Keill - film TV (1981)
- Der Lumpenmann - film TV - regia di Jochen Thomas (1982)
- Il commissario Köster (Der Alte) - serie TV (1987)
- Ron und Tanja - serie TV (6 episodi) (1990)
- Il commissario Rex (Kommissar Rex) - serie TV (1 episodio) (1995)
- L'ispettore Derrick (Derrick) - serie TV (1 episodio) (1996)
- In aller Freundschaft - serie TV (2007)
- Le indagini di padre Castell (Ihr Auftrag, Pater Castell) - serie TV (2008)
- Medici in corsia (In aller Freundschaft - Die jungen Ärzte) - serie TV (2015)
- Bettys Diagnose - serie TV (2022)

## Doppiaggio
- Robert Picardo in Gremlins 2 - La nuova stirpe
- Ralph Fiennes in Il paziente inglese, Red Dragon, Harry Potter e il calice di fuoco, Harry Potter e l'Ordine della Fenice, Harry Potter e i Doni della Morte - Parte 1, Harry Potter e i Doni della Morte - Parte 2, Skyfall, Grand Budapest Hotel, A Bigger Splash
- Gary Oldman in Il quinto elemento, Air Force One, Batman Begins, Il cavaliere oscuro, Codice Genesi, Il cavaliere oscuro - Il ritorno, L'ora più buia, Mank, Oppenheimer
- Alexis Arquette in Pulp Fiction
- Jonathan Phillips in Titanic
- Ray Liotta in Quei bravi ragazzi, Blow, Svalvolati on the road, Notte folle a Manhattan, La regola del gioco, No Sudden Move, Cocainorso
- Peter MacNicol in Mr. Bean - L'ultima catastrofe
- Ciarán Hinds in Mary Reilly
- Keanu Reeves in Dracula di Bram Stoker
- Ted Levine in Il silenzio degli innocenti
- Tim Roth in Planet of the Apes - Il pianeta delle scimmie
- Robotnik Jr. in Sonic
- Brent Stait e Kim Coates in Smallville
- Raziel in Legacy of Kain: Soul Reaver 2, Legacy of Kain: Defiance
- Lord Voldemort in LEGO Dimensions

## Doppiatori italiani
Nelle versioni in italiano delle opere in cui ha recitato, Udo Schenk è stato doppiato da:
- Alessandro Rossi in Stauffenberg - Attentato a Hitler